# Robert Prokopowicz
Robert Prokopowicz (ur. 20 lutego 1964 w Żarach) – polski piłkarz występujący na pozycji napastnika.

## Życiorys
Ukończył technikum mechaniczne. Seniorską karierę rozpoczął w 1983 roku w Promieniu Żary. W styczniu 1985 roku przeszedł do Pogoni Szczecin. W klubie rozegrał 25 meczów w I lidze, zdobywając 6 goli. Ponadto w sezonie 1986/1987 zdobył z Pogonią wicemistrzostwo Polski. W 1988 roku został piłkarzem Piasta Nowa Ruda. W sezonie 1988/1989 wystąpił w 8 meczach II ligi (zdobył 2 bramki), a jego klub spadł z ligi. Po sezonie z powodu kontuzji zakończył karierę, po czym wrócił do Szczecina, gdzie m.in. pracował jako taksówkarz.

## Statystyki ligowe
| Sezon         | Klub            | Liga    | Mecze | Gole |
| ------------- | --------------- | ------- | ----- | ---- |
| 1984/1985 (w) | Pogoń Szczecin  | I liga  | 4     | 2    |
| 1985/1986     | Pogoń Szczecin  | I liga  | 12    | 3    |
| 1986/1987     | Pogoń Szczecin  | I liga  | 3     | 0    |
| 1987/1988     | Pogoń Szczecin  | I liga  | 6     | 1    |
| 1988/1989     | Piast Nowa Ruda | II liga | 8     | 2    |